# Cipriano Biyehima Kihangire
Cipriano Biyehima Kihangire (ur. 19 marca 1918 w Hoimie, zm. 1 listopada 1990) – ugandyjski duchowny rzymskokatolicki, biskup tytularny Maura (1962–1964).
Święcenia kapłańskie przyjął 17 lutego 1951 roku.
12 listopada 1962 mianowany biskupem pomocniczym Gulu, sakrę otrzymał 24 marca 1963. 
W 1964 mianowany biskupem polowym Ugandy, urząd ten pełnił do 1985 roku. 
W latach 1965–1968 biskup Hoima, następnie przez 20 lat biskup Gulu (1968–1988).
Na emeryturę przeszedł w 1988, zmarł 2 lata później 1 listopada 1990.  